# Impatiens deqinensis
Impatiens deqinensis är en balsaminväxtart som beskrevs av S.H.Huang. Impatiens deqinensis ingår i släktet balsaminer, och familjen balsaminväxter. Inga underarter finns listade i Catalogue of Life.